# Vízsugaras vágás

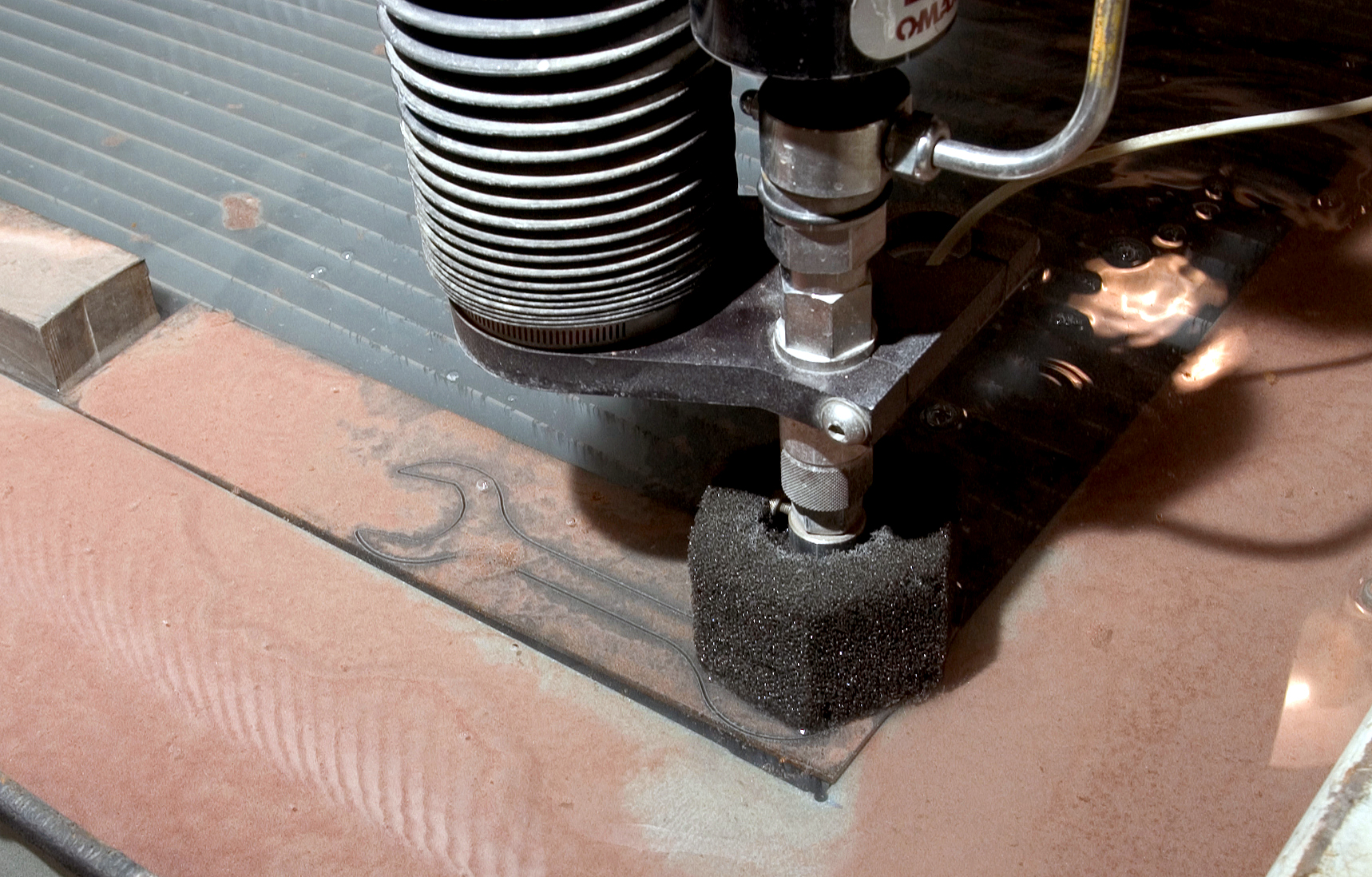
Vízsugaras vágógéppel lemezből kivágott villáskulcs.
(A kép bal felső sarkában látható a munkadarabot tartó rács, az alsó részen a vágás során felhalmozódott abrazív homok. A jobb felső részen látható a nagynyomású vizet szállító acélcső. A fejen lévő szivacs a vágás során kifröccsenő víz ellen véd.)

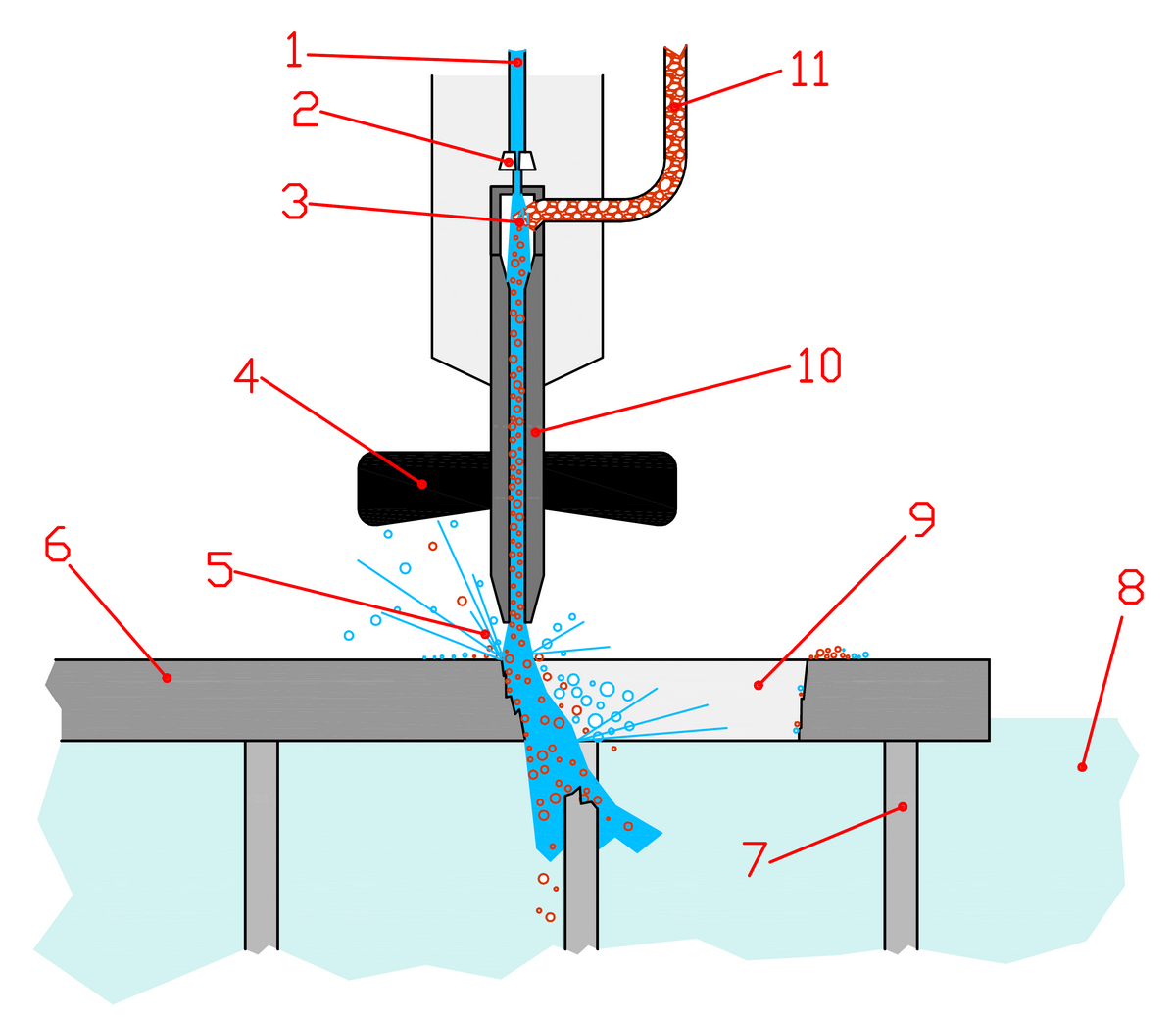
Vízsugaras (injektoros) vágógép működési vázlata.
(1: nagynyomású víz; 2: fókuszáló; 3: keverőkamra; 4: védősapka; 5: fröccsenő víz; 6: munkadarab; 7: a munkadarabot tartó rács; 8: a kádban lévő víz; 9: a munkadarab már vágott része; 10: fúvóka; 11: abrazív homok)

A vízsugaras vágás (vagy röviden vízvágás) egy olyan sokélű forgácsolási technológia, amelynél a forgácsolást nagy sebességgel (500–1500 m/s) áramló vízzel, vagy vízzel kevert abrazív homokkal végzik. 2D-s lemezprofilú alkatrészek megmunkálását teszi lehetővé, ill. egyszerűsített kivitelben 1D-s vonalmenti darabolást. A gép felépítése megegyezik a lézervágásnál, a lángvágásnál és a plazmavágásnál található gépekkel.
A vágás technológiája (az előbbiekben említett három eljárással ellentétben) nem az anyag megömlesztésére épül, hanem a víznek mint sokélű forgácsolószerszámnak (hasonlóan a köszörűhöz) anyagleválasztó, koptató hatására. Az anyagleválasztás és a víz együttes használatának köszönhetően a kialakuló hőmérsékletemelkedés a vágott felület mentén minimális, ezért ott és annak környékén az anyag szerkezete nem változik meg, ezért vágható például üveg, kerámia, vagy bármely olyan egyéb anyag, amelynél a hőbevitel a későbbi felhasználás szempontjából káros elváltozásokat eredményez (ez lehet elszíneződés, vetemedés vagy molekuláris változás) a vágási felület mentén.
A vágás során az előtolás sebessége 1 mm/perctől 20 m/percig is terjedhet. A vágható anyag vastagsága az anyag minőségétől függően tág határok között mozog (akár 30–60 cm is lehet, például habok esetén), vas esetén is meghaladja a 10 centiméteres vágási vastagságot. Az eljárás által kínált vágórés 0,03 millimétertől a kicsit több, mint 1,5 milliméterig terjed, amely minimális anyagveszteséget jelent.
A vágáshoz szükséges nagy nyomású vizet (400–6000 bar, összehasonlításképpen a háztartásokban lévő víz nyomása 3–5 bar) hidraulikus nyomásfokozó munkahengerekkel érik el. A nagynyomású vizet a szivattyútól a vágófejig 5–8 milliméter átmérőjű és 1–2 milliméter belső átmérőjű „hajlékony” acélcsöveken továbbítják. A vágófejben nagyon kis keresztmetszetre leszűkítve érik el az igen nagy áramlási sebességet.

## Története
Az 1950-es években Norman Franz erdőmérnök kísérletezett egy korai változattal, favágás céljából. A technológia azonban nem fejlődött az 1970-es évekig, amikor Mohamed Hashish először kevert koptató hatású anyagot a vízhez.
Manapság a vízsugaras vágás egyedülálló például a vágható anyagok számának és a vágás finomságának tekintetében.

## A vízsugaras vágás változatai
Alapvetően kétféle változata létezik:
- vízsugaras vágás: ekkor önmagában a víz eróziós hatását használják fel
- abrazív vízsugaras vágás (abrazív: „koptató hatás”): a vizet homokkal keverve, annak sokkal nagyobb koptatási erejét használja. Ennek kétféle változata létezik:
  - injektoros (AWJ) és
  - szuszpenziós (ASJ).

A kétféle változat a homok vízzel való keverésének módjában különbözik. Az injektoros esetében a már fókuszált vízsugárba keverik vákuumos és egyben gravitációs úton (szó szerint beleejtik) az abrazív szemcséket.
A szuszpenziós vágásnál magához a magas nyomású vízhez keverik, és egyfajta iszapot képeznek.
Ez utóbbi eljárásnak komoly technikai akadályai vannak:
- a sugár elindítása és lezárása,
- a zárást végző szerkezet is mindenképpen erős koptató hatást szenved el és
- az abrazív tároló folyamatos töltése.

Maga az iszap nem tartalmaz levegőt, így a hatásfoka sokkal jobb. Ipari alkalmazásban az injektoros megoldás terjedt el. A nyitást és zárást végző szerkezet élettartama nagyon nagy (többnyire tűszelepes), mivel a keverés a fókuszálás után megy végbe, így csak magát a fúvókát érinti a koptató hatás. E keverési eljárás hátránya, hogy a víz és az abrazív adalék mellé nagy térfogatszázalékban (ami akár 90% is lehet) levegő keveredik, amely a vágás hatásfokát nagy mértékben lerontja.

## A vágható anyagok listája

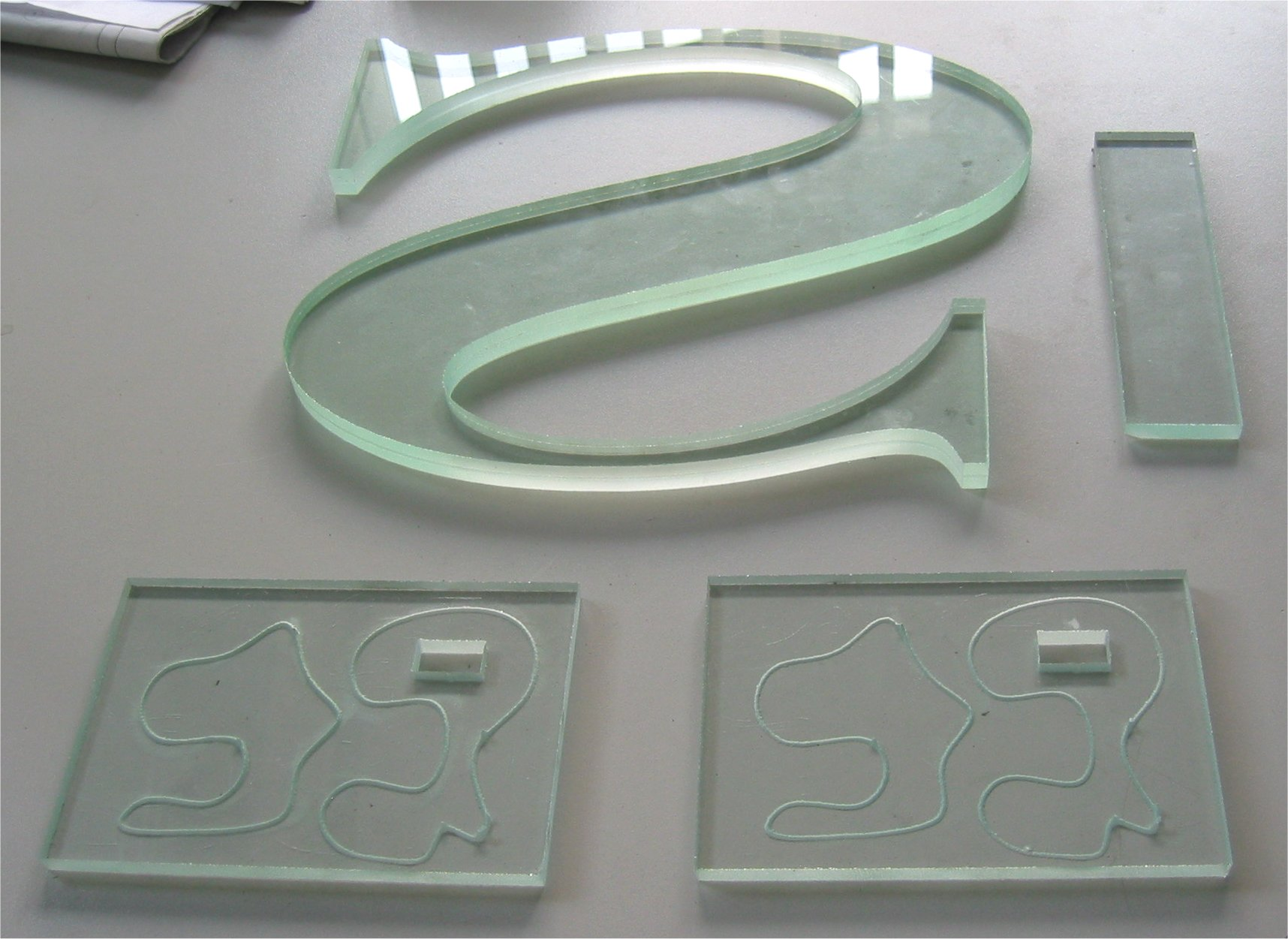
Üvegből kivágott formák

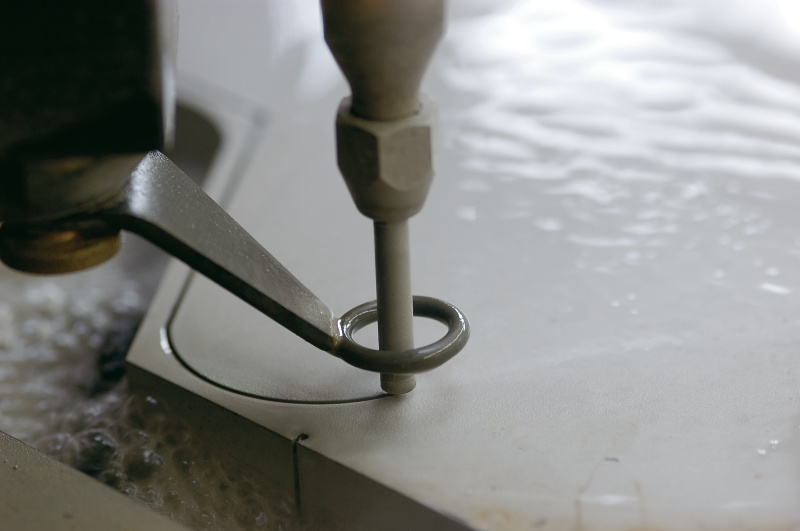
Korrózióálló acél vágása

- Vas és egyéb vas alapú fémek (például acél, orvosi acél, korrózióálló acél, gyorsacél stb.) tetszőleges edzési és egyéb kezelési fázisban
- Nemesfémek (ezüst, arany, platina stb.)
- További fémek (alumínium, titán, ólom stb.)
- Márvány, gránit
- Kerámia és egyéb kerámia alapú anyagok (például csempe)
- Beton, tégla, gipsz és egyéb építőipari anyagok
- Fa
- Aptakorit
- Műanyag származékok (például gumi, teflon, bakelit, habok stb.)
- Üveg
- élelmiszer (fagyasztott húsok, nagyiparban használt termékek szétválasztásakor) stb.

Ezzel a módszerrel sem vágható az edzett üveg, ami tulajdonságaiból következően apró darabokra robbanna.

## A vágási felület jellemzői

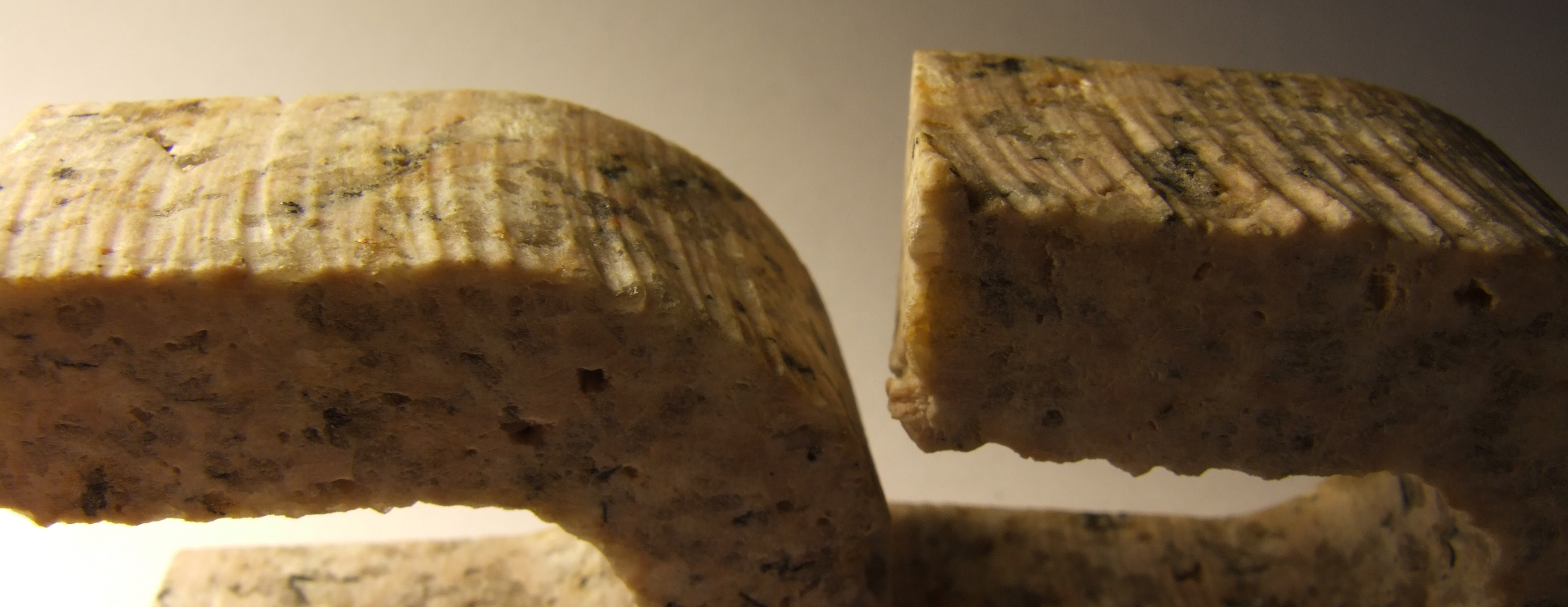
20 mm vastag gránit vágása két különböző előtolással.
A bal oldali 330 mm/perces, míg a jobb oldali 380 mm/perces előtolással lett kivágva. A jobb oldali felülete szemmel láthatóan érdesebb. A képen jól megfigyelhető a vízsugár elhajlása az anyag felületén a vágás során. A recésedés az anyag különböző szilárdságú részei és a víz nyomásának ingadozása miatt alakul ki.

A vágott felület minőségét befolyásoló tényezők:
- az anyag minősége,
- a vágási magasság,
- az előtolási sebesség,
- az abrazív anyag mennyisége és minősége, valamint
- a víz nyomása.

A felület jellemzően éles, sorjás és többnyire recés a nagynyomású pumpa alternáló mozgása miatt. A felületi érdesség a vágási sebesség csökkentésével és megnövelt abrazív homok adagolással finomítható, akár a lézervágásra jellemző sima felület is elérhető.

## A vízsugaras vágógép fő részegységei

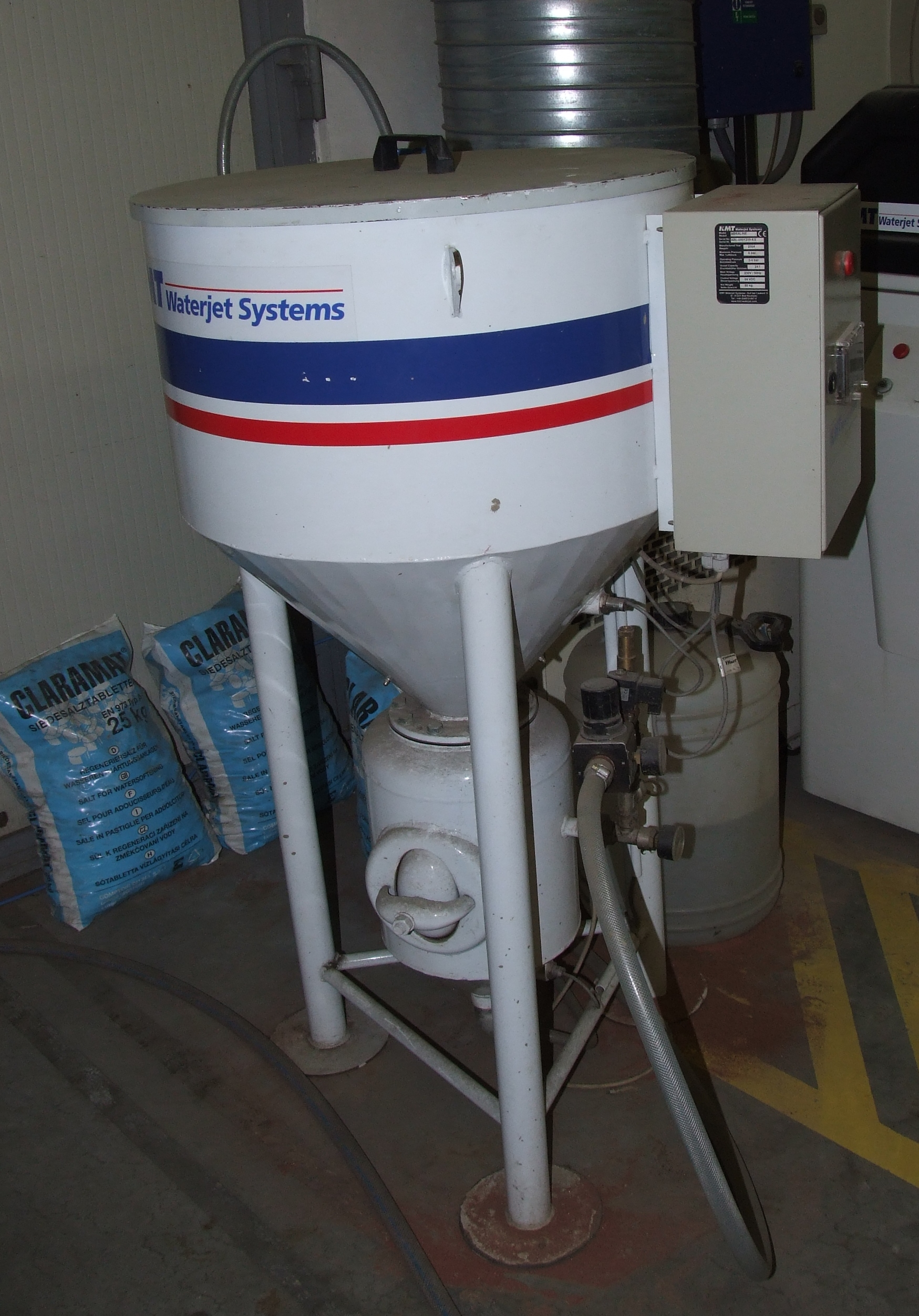
Különálló abrazív adagoló egység

- Munkaasztal (kád): Vízzel teli kád, amelynek a tetején vasrácsok tartják a munkadarabot. A kádba kerül a fúvókából kiáramló víz, az abrazív homok és a munkadarabról leváló részecskék, darabok. A vágás folyamata során a sugár nem áll meg a vágott anyag alsó felületénél, hanem belevág az alatt lévő rácsba is, ezért a rácsokat időről időre cserélni kell.
- Nagynyomású vízszivattyú: Ez az egység állítja elő a nagynyomású folyadékot (igény szerint további hűtőberendezéssel).
- Vágófej: Ez végzi a vágást. Fókuszálja a vizet, keveri az abrazív homokkal, és a kevert elegyet egy fúvókán keresztül a munkadarab felé továbbítja. A fej része továbbá egy érzékelő, amely azt figyeli, hogy beleakadt-e vagy ütközött-e valamivel a gép feje. Az ütközés általában a vészleállás gomb megnyomásával egyenértékű.
- Abrazív adagoló és puffertartály: A feladata a megadott mennyiségű folyamatos adagolás és tárolás. Lehet a fej fölött egy egyszerű gravitációs adagoló formájában, vagy külső egységgel (ez utóbbi esetben a fejnél található egy kis méretű áthidaló tartály) és a fejre szerelt pontos adagoló egységgel. A külső egységes megoldás esetén a gép megállítása nélkül is lehetőség van feltölteni, utánatölteni a tartályt. Általában 100–200 kilogramm abrazív homok tárolására alkalmas, ellentétben a gravitációs adagolóval, amely csak 5–10 kg tárolására képes.
- Mechanikus mozgást végző szerkezet: Hosszanti, kereszt és függőleges szán, a nagy vágási sebesség elérése érdekében ún. nullás illesztésű fogaskerék-fogasléces.
- Vezérlő: Ez végzi a motorok összhangban való mozgatását, része továbbá egy vagy több kézi kezelőfelület és általában egy számítógép is, amelyen a kívánt vágási program elkészíthető és a gép paraméterei beállíthatók.

## Az eljárás előnyei és hátrányai
A vízsugaras vágás technológiájának legnagyobb előnye, hogy maga a folyamat hidegvágási eljárás, és gyakorlatilag bármely anyag vágható. Legnagyobb hátránya, hogy viszonylag költséges technológia.
Előnyei:
- a vágás során nem keletkeznek, illetve nem használnak környezetre káros anyagokat (mert nincs hűtő- és kenőfolyadék, nincsenek felszabaduló gázok stb.),
- a vágási felületen nem keletkezik salakanyag,
- a vágható anyagok skálája igen széles,
- a vágható anyagok vastagsága akár 30 centiméter is lehet, még vas esetén is meghaladja a 10 centimétert,
- a kicsi vágórésnek (0,03–1,6 milliméter) köszönhetően minimális az anyagveszteség,
- a vágás gyors,
- bonyolult alakzatok hozhatók létre,
- a vágási felületen nincs hőmérséklet-emelkedés, ezáltal a vágott anyag belső tulajdonságai nem változnak meg.

Hátrányai:
- pontossági problémák (az anyagfüggő koptatási hatás miatt kialakuló vágórés az adott anyagi összetételre jellemző, nem sima felületű),
- a fókuszálók viszonylag alacsony élettartama,
- vízpára keletkezése,
- a vágás közben fröccsenő víz és egyéb anyagok,
- a magas zajszint,
- a nagynyomású szivattyú gyakori kötelező szervizelése (tömítések cseréje),
- a vágóasztalt képező kádban időről időre felgyülemlő abrazív homok és egyéb beleeső, a vágáskor keletkező anyagdarabok, amelyet a gép szüneteltetése mellett ki kell takarítani.

## Lásd még
- Forgácsolás
- Alternatív fémvágási technológiák:
  - Lángvágás
  - Lézervágás
  - Plazmavágás
  - Huzalos szikraforgácsolás